# Àrum maculat

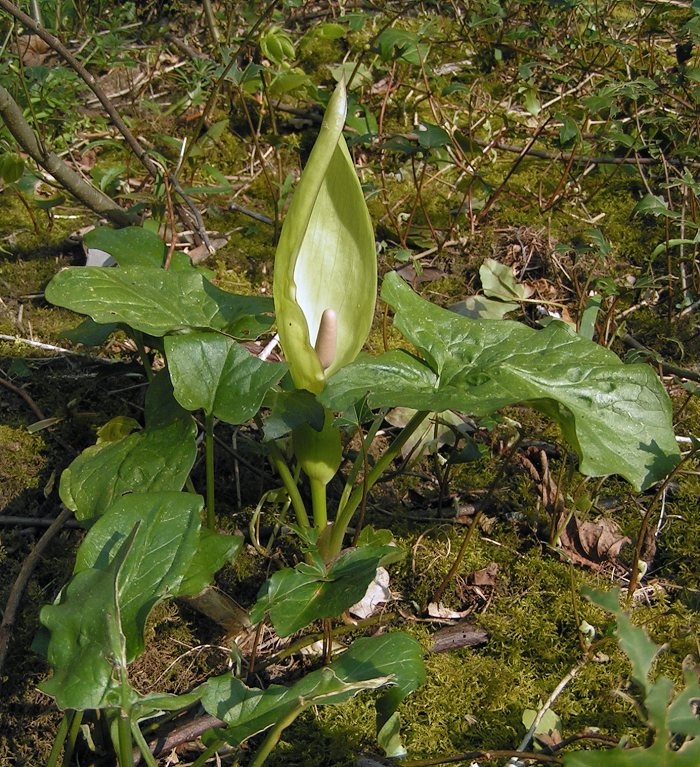
Espàdix

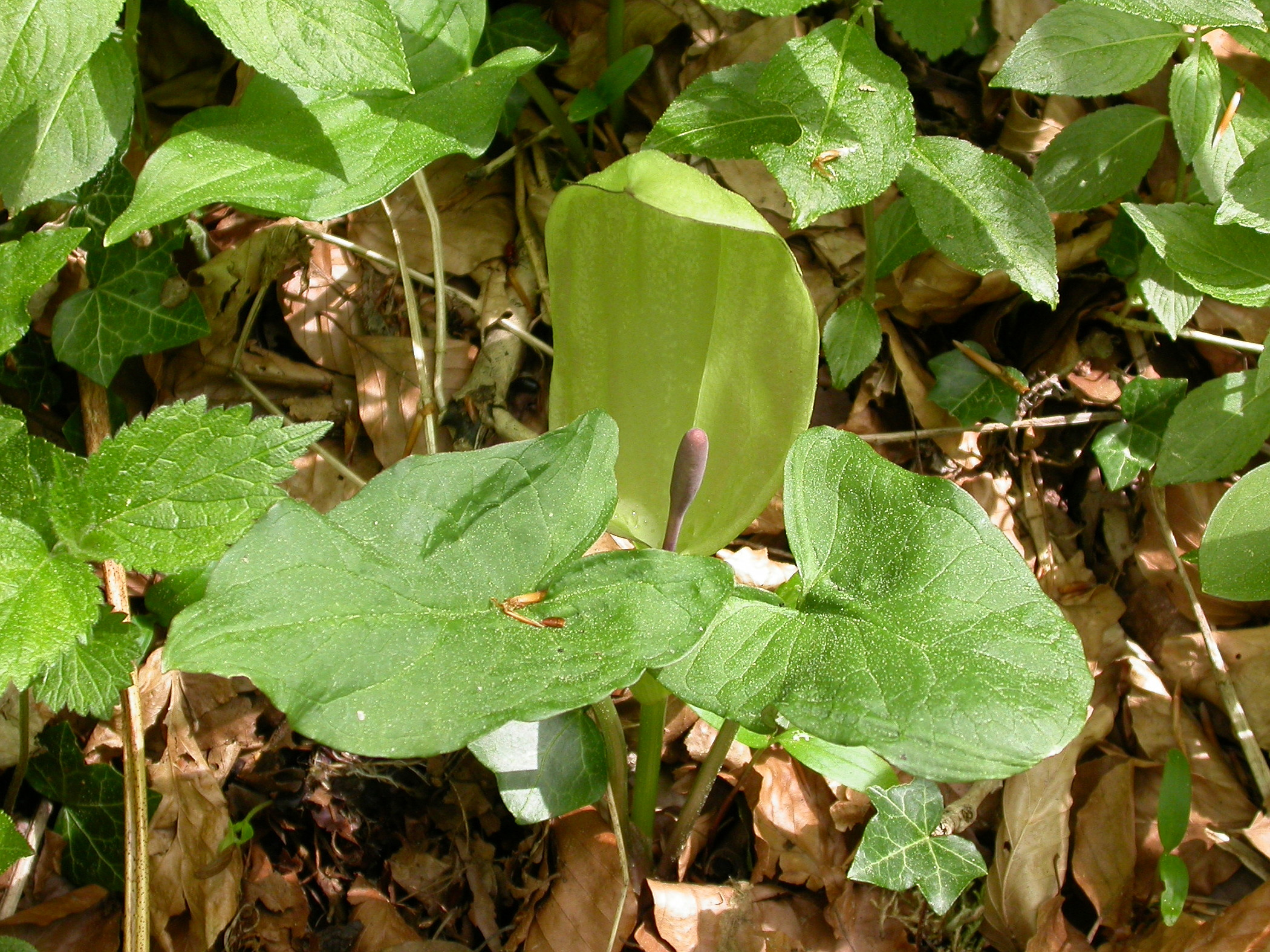
Planta jove

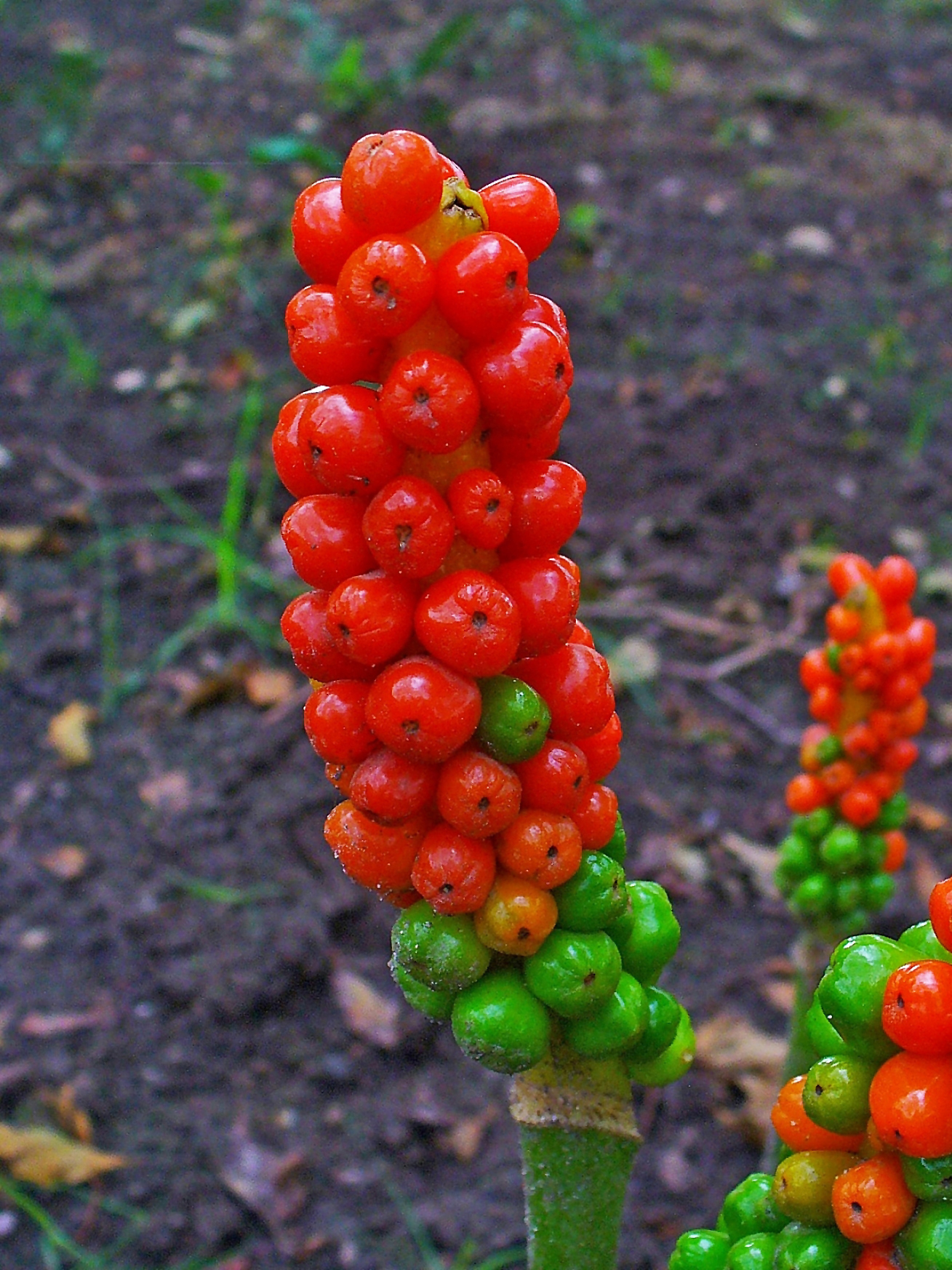
Fruits

L'àrum maculat (Arum maculatum), és una espècie de planta amb flors del gènere Arum dins la família de les aràcies nativa d'Europa, el Caucas i Turquia.
Addicionalment pot rebre els noms d'àrums, barba d'Aaró, cugot, peu de bou, peu de vedella, pota de bou, sarriassa clapada, sarriassa de muntanya, sarriasses, serpentina menor, xèrria i xèrries. També s'han recollit les variants lingüístiques barba d'Aaron, barba de Aron i sarrices.

## Descripció
Planta perenne herbàcia i amb rizoma. Fa 25-40 cm d'alt i el seu rizoma horizontal fa 2 cm. Fulles sagitades de més de 20 cm i amb llargs pecíols.
Les flors formen una mena de raïm petit d'1 cm aproximadament i es troben en un espàdix de color bru-rogenc envoltat per una espata blanca. Floreix a la primavera. Els fruits són baies roges brillants agrupades en un raïm.

## Usos medicinals
Arum maculatum té moltes propietats medicinals, en infusió o cataplasmes pot emprar-se en refredats com a expectorant; les fulles fresques per a les cremades i els rizomes per a les durícies.
Però aquesta planta presenta toxicitat elevada i no s'ha d'administrar per sobre de les dosis prescrites i sota estricte control mèdic.

## Etimologia
Arum: nom del gènere derivat del grec aron que significa "calor" i es refereix al fet que aquestes plantes quan estan en plena florida emeten calor.
maculatum: és l'epítet específic llatí que significa "amb taques".

## Taxonomia
Aquest tàxon va ser publicat per primer cop l'any 1753 a l'obra Species Plantarum de Carl von Linné.

### Sinònims
Els següents noms científics són sinònims d'Arum maculatum:
- Arisarum maculatum (L.) Raf.
- Arum alpinum subsp. pyrenaeum (Dufour) Nyman
- Arum byzantinum Blume
- Arum heldreichii Orph. ex Boiss.
- Arum immaculatum (Rchb.) Rchb.
- Arum italicum subsp. byzantinum (Blume) Nyman
- Arum maculatum f. flavescens Riedl
- Arum maculatum f. immaculatum (Mutel) Topa
- Arum maculatum var. karpatii Terpó
- Arum maculatum subsp. pyrenaeum (Dufour) Nyman
- Arum maculatum f. spathulatum Terpó
- Arum maculatum f. tetrelii (Corb.) Terpó
- Arum malyi Schott
- Arum orientale subsp. amoenum (Engl.) R.R.Mill
- Arum pyrenaeum Dufour
- Arum trapezuntinum Schott ex Engl.
- Arum vernale Salisb.
- Arum vulgare Lam.
- Arum zeleborii Schott